# Herbert Morgan (Dokumentarfilmer)
Herbert Morgan (* vor 1940) ist ein US-amerikanischer Dokumentarfilmer, Filmproduzent, Regisseur und Drehbuchautor, der fünf Mal für einen Oscar nominiert wurde.

## Leben
Erstmals trat Morgan 1941 als Autor und Drehbuchschreiber einer unter der Regie von Gunther V. Fritsch verfilmten Geschichte mit dem Titel This Is the Bowery in Erscheinung. Der Film war Teil der „John Nesbitt Passing Parade“, einer amerikanischen Radio-Reihe von MGM. Morgan schaut auf den New Yorker Stadtteil Bowery und seine Menschen.
1945 führte Morgan erstmals Regie, und zwar in dem Dokumentarfilm People on Paper, in dem er sich mit den „Menschen auf Papier“, sprich Comicfiguren, und ihren Urhebern beschäftigt. Bei Traffic with the Devil (1946), seinem nächsten Werk, betätigte Morgan sich als Produzent (für MGM) und als Drehbuchautor. Der Kurzfilm widmet sich dem Thema wachsendes Verkehrsaufkommen auf den Straßen des Landes und den damit zusammenhängenden Gefahren. MGM erhielt mit dem Film 1947 eine Oscarnominierung in der Kategorie „Bester Dokumentarkurzfilm“. Auch Morgans nächster Film Give Us the Earth!, der 1947 entstand, wurde wiederum für den Oscar nominiert. Im Jahr 1948 resp. 1949 entstanden die Kurzfilme Going to Blazes! und Heart to Heart, die ebenfalls beide eine Oscarnominierung erhielten. In Going to Blazes! geht es um Brandschutz und einen Blick in das Leben der Feuerwehrleute, in Heart to Heart setzt man sich mit der steigenden Anzahl von Herzerkrankungen und Herzinfarkten auseinander.
1953 wurde Morgan mit gleich zwei Oscarnominierungen für den Kurzfilm Devil Take Us geehrt, einmal in der Kategorie „Bester Kurzfilm“ (2 Filmrollen) und einmal in der Kategorie „Bester Dokumentarfilm“ (Kurzfilm). Thematisiert wird das Fahrverhalten auf dem Weg in und aus dem Urlaub.
1956 trat Morgan letztmals mit einem Film in Erscheinung. Bei Alaska Lifeboat führte er sowohl Regie, trat als Produzent auf und schrieb auch das Drehbuch, das sich mit dem Argwohn der Eingeborenen gegenüber der modernen Medizin auseinandersetzt.

## Filmografie
– wenn nicht anders angegeben jeweils Drehbuch, * auch Produzent –
- 1941: This Is the Bowery
- 1943: Fala: The President’s Dog
- 1944: A Lady Fights Back
- 1945: People on Paper (nur Regie)
- 1946: Fala at Hyde Park
- 1946: Traffic with the Devil *
- 1947: Give Us the Earth! *
- 1948: Going to Blazes! *
- 1949: Heart to Heart *
- 1952: Devil Take Us * (auch Regie)
- 1956: Alaska Lifeboat * (auch Regie)

## Auszeichnungen
Oscarnominierungen
- 1948: Bester Kurzfilm (2 Filmrollen) für Give Us the Earth!

Die Auszeichnung ging an Irving Allen mit Climbing the Matterhorn
- 1949: Bester Kurzfilm (2 Filmrollen) für Going to Blazes! und Bester Dokumentarkurzfilm Heart to Heart

Die Auszeichnung ging an Walt Disney für Die Robbeninsel sowie an die U.S. Army für Toward Independence
- 1953: Bester Kurzfilm (2 Filmrollen) sowie Dokumentarfilm (Kurzfilm) für Devil Takes Us

Die Auszeichnung ging an Walt Disney für Wasservögel und Norman McLaren für Neighbours